# Alfie McIlwain
Alfie McIlwain (nascido em 18 de janeiro de 1998)[carece de fontes?] é um ator britânico, que interpretou o jovem James Potter em Harry Potter and the Deathly Hallows – Part 2.